# Han Unaola
Han Unaola (22 oktober 1959) is een voormalig Nederlands voetballer. Hij stond onder contract bij Go Ahead Eagles, Heracles Almelo en Vitesse. 

## Wedstrijdstatistieken
| Seizoen | Club            | Competitie     | wed. | goals |
| ------- | --------------- | -------------- | ---- | ----- |
| 1978/79 | Go Ahead Eagles | Eredivisie     | 3    | 0     |
| 1979/80 | Go Ahead Eagles | Eredivisie     | 11   | 1     |
| 1980/81 | Go Ahead Eagles | Eredivisie     | 4    | 2     |
| 1981/82 | Heracles Almelo | Eerste divisie | 35   | 15    |
| 1982/83 | Heracles Almelo | Eerste divisie | 32   | 12    |
| 1983/84 | Vitesse         | Eerste divisie | 8    | 0     |